# Her Spanish Cousins
Her Spanish Cousins è un cortometraggio muto del 1914 scritto e diretto da George Lessey.

## Produzione
Il film - girato a Bermuda - fu prodotto dalla Edison Company.

## Distribuzione
Distribuito dalla General Film Company, il film - un cortometraggio in una bobina - uscì nelle sale cinematografiche degli Stati Uniti il 6 luglio 1914.